# Clarence Childs
Clarence Childs (Estados Unidos, 24 de julio de 1883-16 de septiembre de 1960) fue un atleta estadounidense, especialista en la prueba de lanzamiento de martillo en la que llegó a ser medallista de bronce olímpico en 1912.

## Carrera deportiva
En los JJ. OO. de Estocolmo 1912 ganó la medalla de bronce en el lanzamiento de martillo, llegando hasta los 48.17 metros, siendo superado por el sueco Matthew McGrath que con 54.74 metros batió el récord olímpico, y por el canadiense Duncan Gillis (plata). 